# Sally Shipard
Sally Jean Shipard (20 de outubro de 1987) é uma ex-futebolista profissional australiana que atuava como meia.

## Carreira
Sally Shipard representou a Seleção Australiana de Futebol Feminino, nas Olimpíadas de 2004. 